# Francis Crémieux
Pour les articles homonymes, voir Crémieux.
Francis Crémieux, né le 27 octobre 1920 à Paris 15e et mort le 18 avril 2004 à Paris 14e,, est un résistant, un journaliste et un écrivain français.

## Biographie
Francis Crémieux est le fils unique de la romancière Marie-Anne Comnène et du critique Benjamin Crémieux. Il étudie au lycée Henri-IV à Paris. Il commence des études de lettres et de droit mais il doit les interrompre lors de son entrée en résistance en 1941. 
Anti-munichois, il s'engage dans la Résistance. Il est l'un des fondateurs de l'Armée secrète du mouvement Combat à Toulouse en 1942, puis il travaille dans le Noyautage des administrations publiques (NAP) avant de rejoindre les Francs-tireurs et partisans. C'est alors qu'il devient « communiste pour toujours ». Il participe activement à la libération de Toulouse.
De retour à Paris, en février 1945, il écrit des articles pour le quotidien communiste Ce soir que dirige Louis Aragon, puis l'hebdomadaire Les Lettres françaises.
À la radio, il se fait connaître notamment grâce à ses entretiens diffusés sur France Culture, par exemple avec André Salmon, Louis Martin-Chauffier ou Jean Wiener. Son émission le Monde contemporain (1966-1985), animée avec Jean de Beer, s'est révélée d'une grande richesse, recueillant une large audience.
Journaliste communiste écarté de la rédaction en chef de la radio en novembre 1948 en raison de sa participation à une manifestation devant les studios de la Radiodiffusion française, il est réintégré dans son poste en 1983. S'estimant « placardisé » car n'ayant aucune des prérogatives attachées à son poste, il démissionne de Radio France en 1985. 
Francis Crémieux collabore alors à L'Humanité dont il est l'envoyé spécial en Afghanistan où il défend l’intervention soviétique.
Il a exercé par ailleurs les fonctions de secrétaire général de la Société des Amis de Louis Aragon et Elsa Triolet.
Il a également été directeur artistique, chargé des relations Est-Ouest chez Pathé-Marconi, de 1954 à juin 1959.
Il a fait partie du jury du prix Palestine-Mahmoud Hamchari[réf. nécessaire].

## Décoration
- Médaille de la Résistance française (décret du 17 juillet 1945)[3]

## Œuvres
- La vérité sur la libération de Paris, témoignages de André Carrel, Jacques Chaban-Delmas, Cdt Gallois-Cocteau, Léo Hamon, Alexandre Parodi, Cel Rol-Tanguy, André Tollet, Pierre Villon, éditions Pierre Belfond, 1971.
- Sur le parti 1939-1940 (avec Jacques Estager), Messidor-Temps actuel, Paris, 1983  (ISBN 2-201-01646-1) [lire quelques pages sur Gallica]
- Ils ont tué Jean Moulin, roman, éditions de l'Archipel, 2003 [présentation en ligne]

## Sources, notes et références
- Les papiers personnels de Francis Crémieux sont conservés aux Archives nationales sous les cotes 25AR/1-25AR/130[7].

1. ↑  « https://www.siv.archives-nationales.culture.gouv.fr/siv/POG/FRAN_POG_05/p-afkf2dscf-1geknltrscy5x »
2. ↑  Relevé des fichiers de l'Insee
3. 1 2 3  « Francis Crémieux (notice biographique) », sur siv.archives-nationales.culture.gouv.fr (consulté le 3 juillet 2018).
4. 1 2 3 4  Nicole Racine, « CRÉMIEUX Francis », sur maitron.fr, 1er novembre 2016 (consulté le 3 juillet 2018).
5. ↑  Archives nationales, « Répertoire méthodique détaillé du fonds Francis Crémieux »
6. 1 2 3 4  Laurent Mouloud, « Francis Crémieux Une voix rouge à la radio », l'Humanité,‎ 29 août 2012 (lire en ligne, consulté le 28 mars 2018).
7. 1 2  « Fonds Francis Crémieux », sur siv.archives-nationales.culture.gouv.fr.